# Aristobia approximator
Aristobia approximator är en skalbaggsart som först beskrevs av Thomson 1865.  Aristobia approximator ingår i släktet Aristobia och familjen långhorningar.
Artens utbredningsområde är:
- Laos.
- Burma.

Inga underarter finns listade.

## Bildgalleri

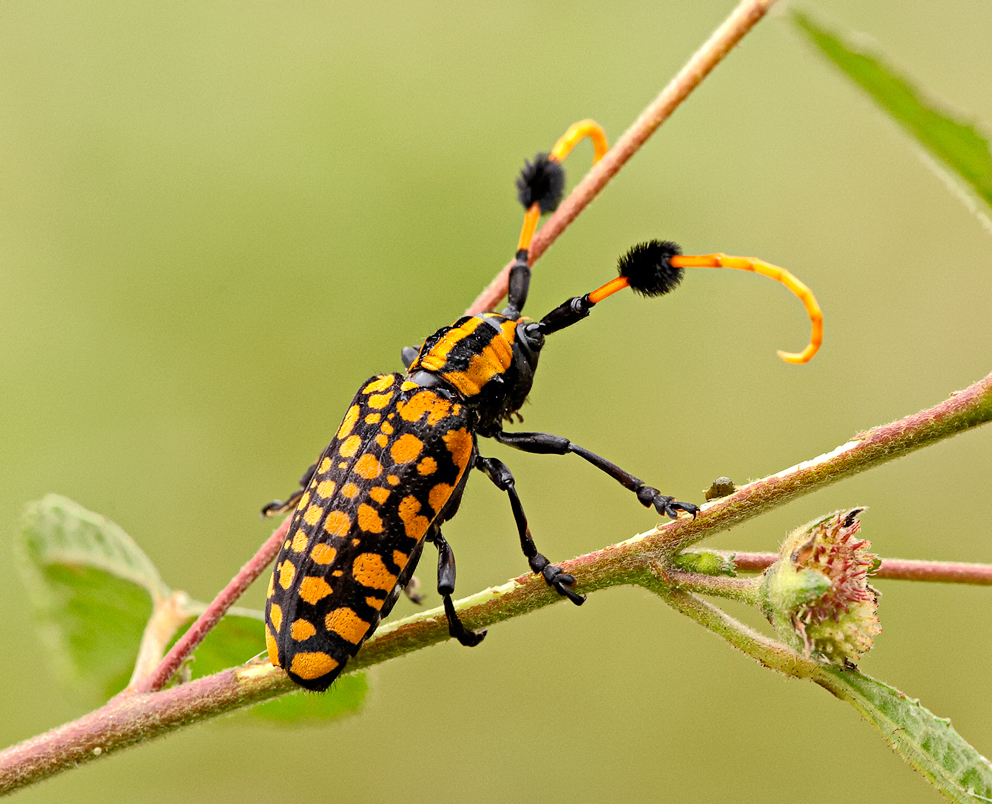